# Joseph Zárate
Joseph Zárate Salazar (Lima, 1986) es un periodista, escritor y editor peruano. Su obra periodística aborda conflictos socio-ambientales, desde la crónica y la investigación. Ha obtenido reconocimientos como el Premio Gabriel García Márquez en 2018, el Premio Ortega y Gasset en 2016 y el Premio del Concurso Nacional “Crecimiento Verde” de Periodismo Ambiental, organizado por PAGE 2015 y creado por la ONU.

## Biografía
Joseph Zárate nació en Lima en 1986. Estudió Comunicación Social en la Universidad Nacional Mayor de San Marcos  y cuenta con un máster en Creación Literaria de la Universidad Pompeu Fabra de Barcelona.En 2018 recibió la beca Ochberg del Dart Center for Journalism & Trauma de la Escuela de Periodismo de la Universidad de Columbia en Nueva York.
Ha sido editor en IDL-Reporteros, editor en residencia en el programa de podcast Radio Ambulante, editor en las revistas Etiqueta Negra y Etiqueta Verde.Ha colaborado con medios en diversos países como The New York Times en español, International Boulevard y Univisión en Estados Unidos, Courier International en Francia, Granta, Altaïr, Ballena Blanca y 5W en España, Internazionale en Italia, Agencia Pública en Brasil. En Latinoamérica ha colaborado en Ecuador con Gkillcity y Ojo Público en Perú.

## Obras
Joseph Zárate ha publicado dos libros. En 2018 publicó Guerras del interior (Lima: Editorial Debate), compuesto por tres crónicas buscan denunciar las guerras sociales, económicas, políticas y ambientales que explotan en el interior del Perú. Además, resaltan las guerras personales, psicológicas y emocionales de hombres y mujeres que deciden defender y conservar sus tierras, costumbres e identidades. Tres años después en 2021 publicó Algo nuestro sobre la tierra (Lima: Random House) en donde reúne testimonios y tiene un tono melancólico. Trata sobre el pesar de un país devastado por el abandono de sus instituciones. En líneas generales, busca una reflexión sobre el pasado y cómo cada uno puede hacer el cambio cuando se lo propone.

## Premios y reconocimientos
- 2022. Mención especial por su obra Algo nuestro sobre la tierra en el marco del concurso a las obras de no ficción del Premio Nacional de Literatura del Ministerio de Cultura del Perú.[12]
- 2018. Premio Gabo de la Fundación para el Nuevo Periodismo Iberoamericano en la categoría Texto gracias a su trabajo en «Un niño manchado de petróleo» publicada en la revista española 5W.[1][13]
- 2016. Premios Ortega y Gasset por el reportaje «La dama de la laguna azul versus la laguna negra» publicado en la revista peruana Etiqueta Verde en la categoría Mejor historia o Investigación periodística.[2][14][15]
- 2015. Premio Nacional de Comunicación José Pagés Llergo. Recibió el premio PAGE de Periodismo ambiental creado por la Organización de las Naciones Unidas.[3]